# Betty Amann
Philippine "Betty" Amann (Pirmasens, 10 de marzo de 1905 - Westport, 3 de agosto de 1990) fue una actriz germano-estadounidense.
En la Alemania de 1928, protagonizó junto al actor Gustav Fröhlich, la película Asfalto de Joe May. Joe May y el productor Erich Pommer descubrieron su talento para la industria del cine alemán.
En 1987, Betty Amann recibió el premio 'Filmband in Gold' por su larga carrera en el cine alemán.

## Filmografía
- 1926: The Kick-Off (Director: Wesley Ruggles)
- 1928: The Trail of the Horse Thieves (Director: Robert De Lacey)
- 1929: Asfalto (Director: Joe May)
- 1929: Der Sträfling aus Stambul (Director: Gustav Ucicky)
- 1929: Der weiße Teufel (Director: Alexander Wolkow)
- 1930: Gefährliche Romanze (Director: Michal Wászynski)
- 1930: Die große Sehnsucht (Auftritt, Director: Istvan Szekely)
- 1930: O alte Burschenherrlichkeit (Director: Rolf Randolf)
- 1930: Hans in allen Gassen (Director: Carl Froelich)
- 1931: Das Lied der Nationen (Director: Rudolf Meinert)
- 1931: Endlich sind wir reich (Rich and Strange, Director: Alfred Hitchcock)
- 1932: Der große Bluff (Director: Georg Jacoby)
- 1933: Die kleine Schwindlerin (Director: Johannes Meyer)
- 1933: Schleppzug M 17 (Director: Heinrich George y Werner Hochbaum)
- 1933: Strictly in Confidence (Director: Clyde Cook)
- 1938: In Old Mexico (Director: Edward D. Venturini)
- 1943: Isle of Forgotten Sins (Director: Edgar G. Ulmer)

(nombres de las películas en alemán e inglés)